# Station Lamothe-Landerron
Station Lamothe-Landerron is een spoorweghalte in de Franse gemeente Lamothe-Landerron. Zij wordt bediend door treinen van het netwerk TER Nouvelle-Aquitaine op het traject  Bordeaux - Agen.